# 渡辺通 (福岡市)
渡辺通（、ローマ字表記: Watanabe-dōri）は、福岡市中央区の地名。現行の行政地名は渡辺通一丁目から五丁目まで。面積は34.80ヘクタール。2023年2月末現在の人口は3,929人。郵便番号は810-0004。

## 地理
福岡市中央区東部に位置する。北で西中洲、東で春吉、南東で清川、南で高砂、南西で白金、西で薬院・今泉、北西で天神と隣接する。天神市街地の南側にあたり、南天神と一体化した市街地を持つ。地名と同名の渡辺通り（福岡県道602号）が町域の中央を南東から北西に貫いている。渡辺通りを挟んで、東北東側が南より一丁目、三丁目、五丁目、西南西側が南より二丁目、四丁目と並ぶ。広い通りが中央にあるため、大規模な施設が建ち並び、ホテルニューオータニ博多、九州電力本社（通称・電気ビル）、BiVi福岡などの施設がある。西辺には那珂川水系薬院新川が流れる。

### 河川
- 薬院新川，二級河川那珂川水系．

## 歴史

### 地名の由来
地名は、1910年（明治43年）に博多電気軌道株式会社を設立した博多の呉服商「紙與（紙与）」の渡辺與八郎の名に由来する。1911年10月に電車道を整備したが同月末に與八郎が急死。会社は與八郎の偉業を偲んで下警固法印田（現在の博多大丸・西日本新聞社の位置）から住吉までの電車道に「渡辺通り」という通称を付けた。昭和になりこの通称が公称となる。

### 発展
第二次世界大戦前、博多区大博町にあった遊廓が渡辺通1丁目の南側に移転すると店舗等が増加し始め、戦争直後は闇市が立ち並ぶ一大繁華街になった。「博多の新宿」と呼ばれる時代が続いたが、1960年代以降は店舗の老朽化が進み人足が遠のき始め、1970年代には再開発事業が行われた。ホテルニューオータニ博多やサンセルコは、この時期に建設されたものである。

### 町域の変遷
| 住居表示実施後             | 実施年月日         | 住居表示実施前（各町名・大字ともその一部）                                                           |
| -------------------------- | ------------------ | --- |
| 渡辺通一丁目から五丁目まで | 1962年（昭和37年） | （旧）渡辺通1丁目〜5丁目・昭和通・新開町1丁目〜3丁目・今泉町1丁目〜5丁目・大字住吉・大字春吉・大字庄 |

## 人口
渡辺通一丁目から五丁目までを合わせた人口の推移を福岡市の住民基本台帳（公称町別）に基づき示す（単位：人）。集計時点は各年9月末現在である。
- 2001年（平成13年）：2,773
- 2002年（平成14年）：2,788
- 2003年（平成15年）：2,784
- 2004年（平成16年）：2,830
- 2005年（平成17年）：2,992
- 2006年（平成18年）：3,123
- 2007年（平成19年）：3,159
- 2008年（平成20年）：3,170
- 2009年（平成21年）：3,292
- 2010年（平成22年）：3,337
- 2011年（平成23年）：3,457
- 2012年（平成24年）：3,502
- 2013年（平成25年）：3,594
- 2014年（平成26年）：3,695
- 2015年（平成27年）：3,623
- 2016年（平成28年）：3,610
- 2017年（平成29年）：3,717
- 2018年（平成30年）：3,639
- 2019年（令和元年）：3,612
- 2020年（令和2年）：3,782
- 2021年（令和3年）：3,907
- 2022年（令和4年）：3,921

## 交通
交通に関しては、町内に西鉄天神大牟田線と福岡市地下鉄七隈線の2本の鉄道路線があり、また、ほかの交通機関への乗換も多く、福岡市の主要な交通結節点の一つを形成している。

### 鉄道
- 西鉄天神大牟田線が通っており、中心となる駅は城南線を境に渡辺通と白金に跨る位置にある次の駅である。
  - 薬院駅
- 福岡市地下鉄七隈線が町内を縦断しており、北から順に次の駅がある。
  - 天神南駅
  - 渡辺通駅
  - 薬院駅

### 道路
主な幹線道路は次の通り。

#### 国道
- 国道202号（福岡市道路愛称：国体道路）

#### 県道
- 福岡県道602号後野福岡線（福岡市道路愛称：渡辺通り）

県道の写真
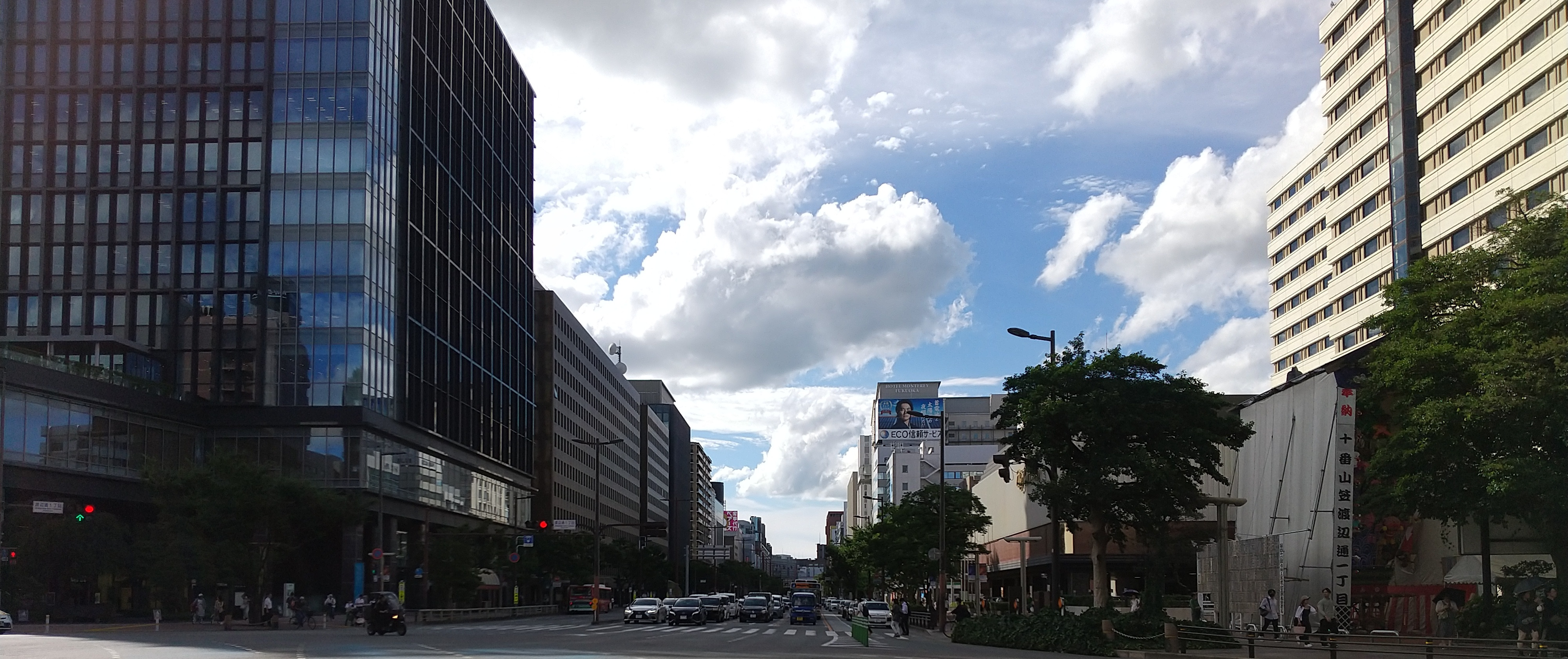
福岡県道602号、渡辺通1丁目交差点より北西の眺望

#### 市道
- 堅粕西新1号線（国道202号と重複、福岡市道路愛称：国体道路）
- 博多駅草ヶ江線（福岡市道路愛称：城南線、住吉通り）
- 春吉渡辺通線

### バス
西鉄バスの停留所がある
。
- 国体道路沿い：天神一丁目
- 渡辺通り沿い：天神南、渡辺通二丁目、渡辺通一丁目・電気ビル共創館前
- 住吉通り沿い：渡辺通一丁目・サンセルコ前
- 城南線沿い：渡辺通一丁目、薬院駅前

## 施設

施設の写真
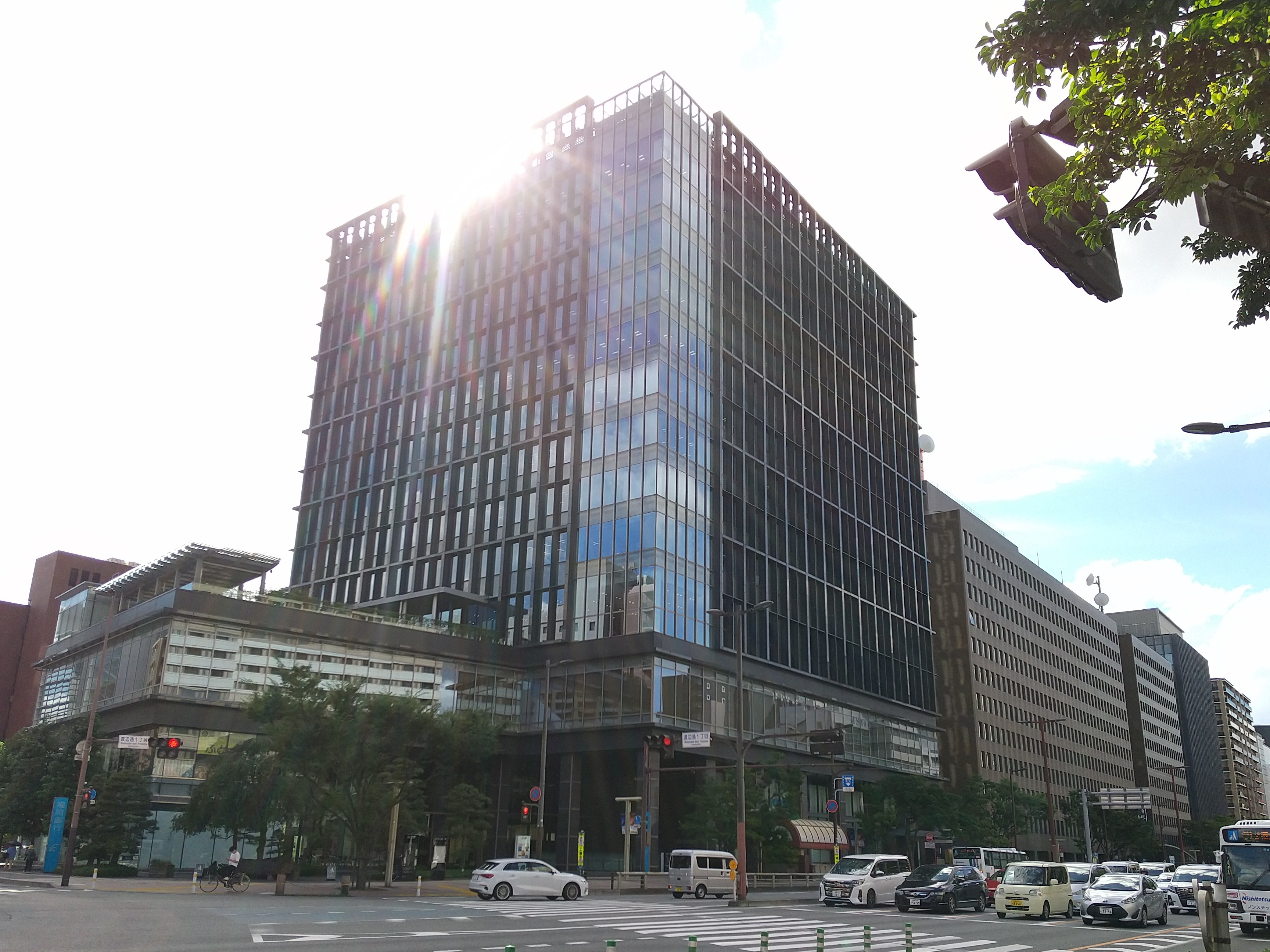
サンセルコ - 福岡放送旧社屋。
  - 渡辺通優良運転者免許更新センター - 通称・ゴールド免許センター。2024年（令和6年）11月29日をもって業務終了（同年12月16日に千代優良運転者免許更新センターに移転）[10]。
  - 電気ビル別館（8・9・10階）
- 電気ビル本館・新館・北館 - 九州電力本社が置かれている。
- 西鉄薬院駅ビル
- 広瀬病院
- 佐田病院
- 福岡マルチメディア専門学校
- 河合塾福岡校
- ホテルニューオータニ博多
- リッチモンドホテル福岡天神
- 西鉄イン天神
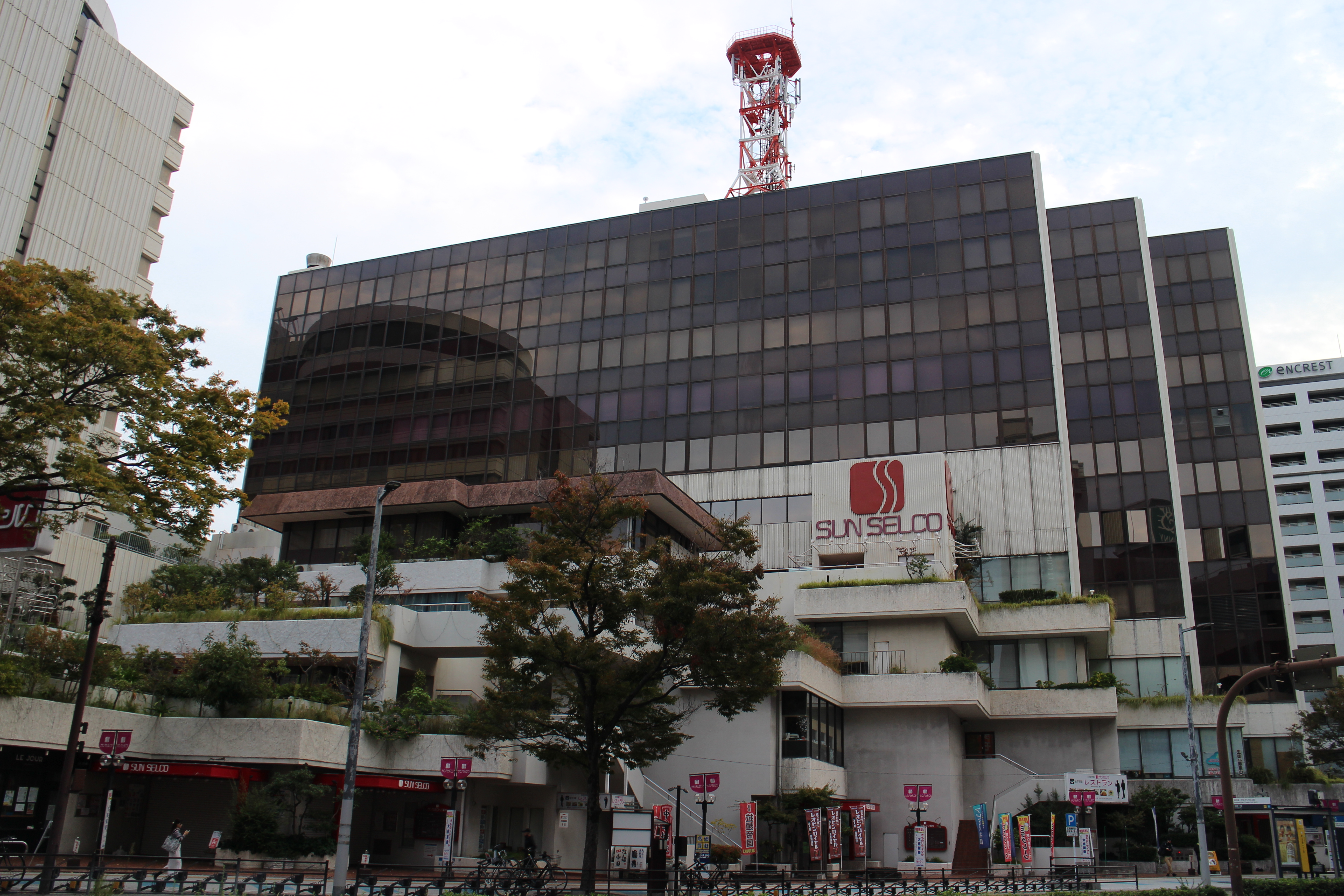
セントラルホテルフクオカ - 屋上のネオンサインの色で翌日の天気予報を告知する。白は晴、青は曇、赤は雨。
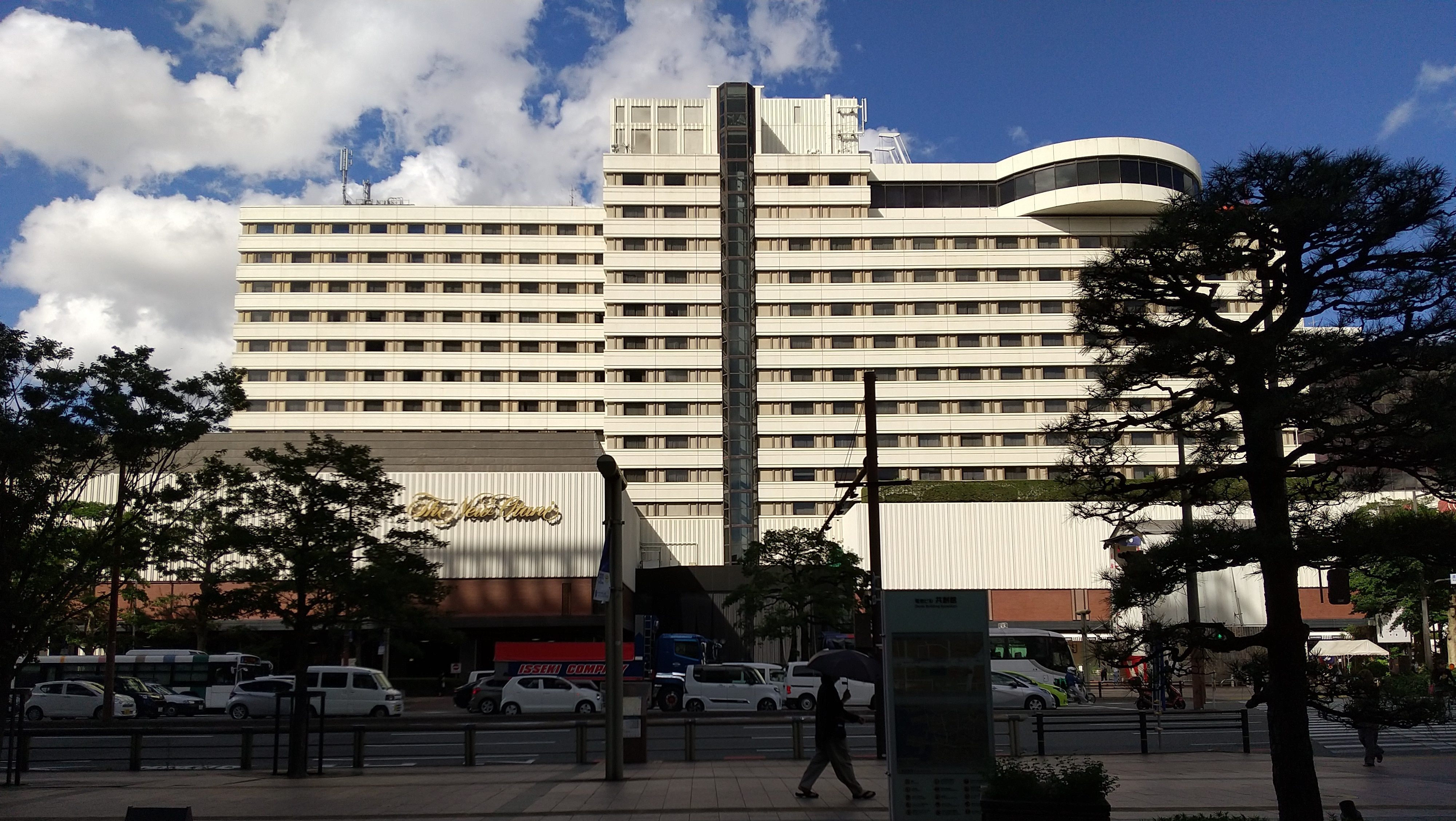
ホテルニューオータニ博多

- 小学館福岡ビル
- 福岡電気工事事業協同組合会館
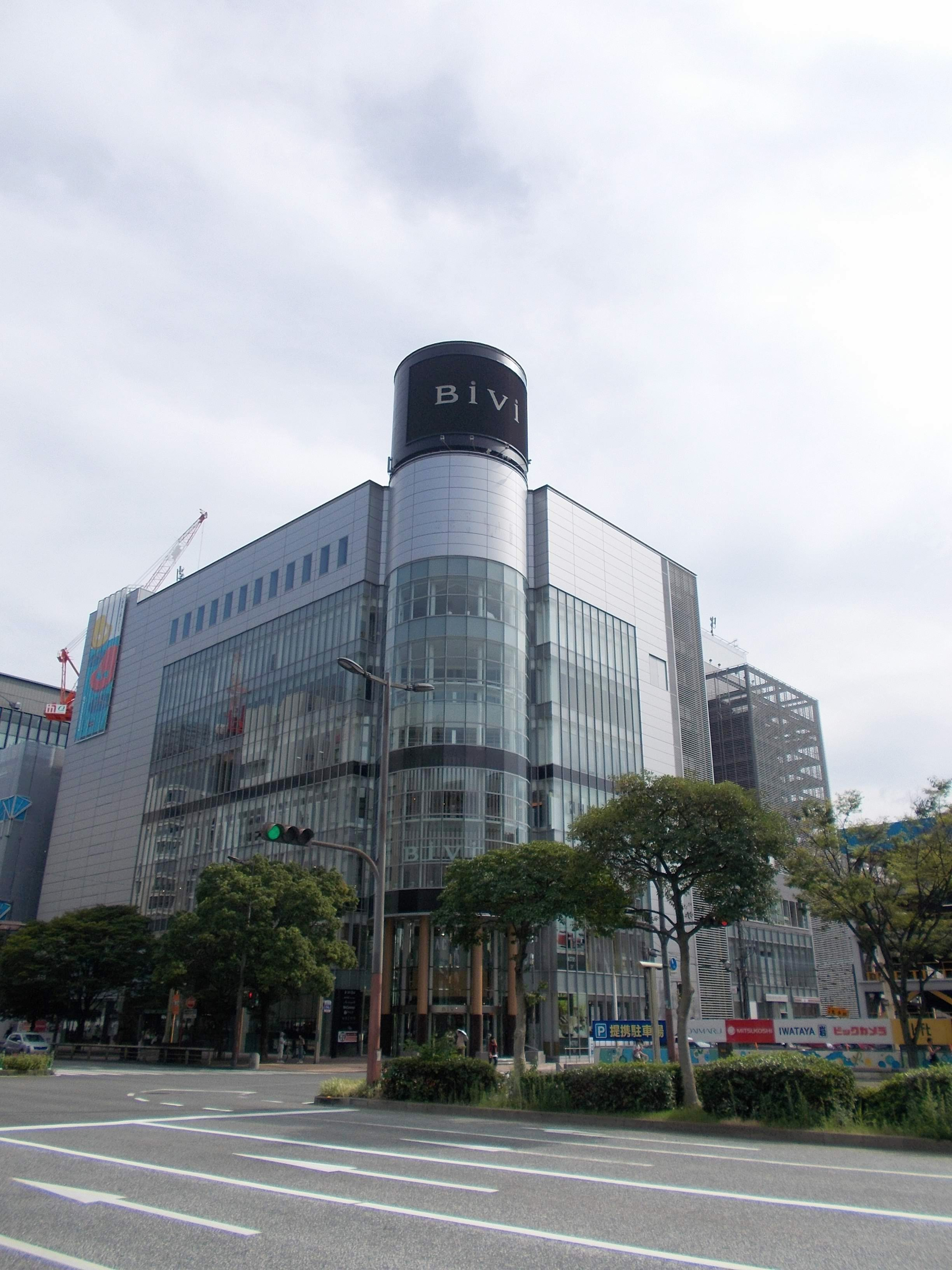
BiVi福岡 - RKB毎日放送旧本社跡地に建設された商業施設。
- 天神ロフト
- たべもの百旬館 - ふくや運営のスーパーマーケット。
- 妙徳寺 - 浄土真宗本願寺派の仏教寺院。山号は柳光山。
- 建立寺 - 浄土真宗本願寺派の仏教寺院。山号は四王山。
- 専立寺 - 浄土真宗本願寺派の仏教寺院。山号は法光山。
- パーフェクト リバティー教団福岡中央教会
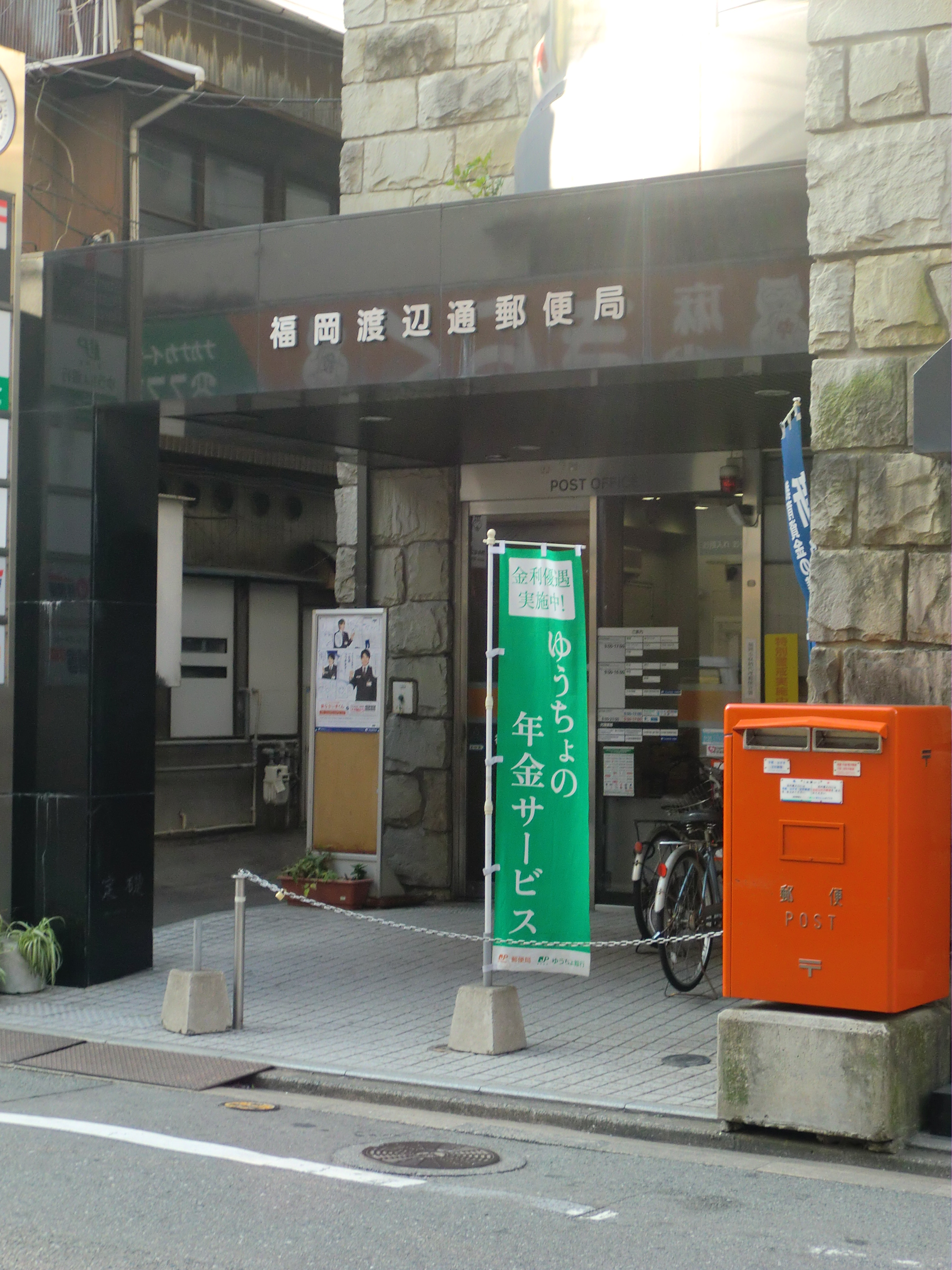
日本基督教団福岡渡辺通教会
- 第一医療リハビリテーション専門学校
- サンライトビル - 産経新聞西部本部
- 福岡トヨタ自動車本社
- 福岡渡辺通郵便局[注釈 1]

- 施設の写真
- 電気ビル
- サンセルコ
- ホテルニューオータニ博多
- BiVi福岡
- 福岡渡辺通郵便局